# Liste der Baudenkmäler in Lohkirchen
Auf dieser Seite sind die Baudenkmäler in der oberbayerischen Gemeinde Lohkirchen zusammengestellt. Diese Tabelle ist eine Teilliste der Liste der Baudenkmäler in Bayern. Grundlage ist die Bayerische Denkmalliste, die auf Basis des Bayerischen Denkmalschutzgesetzes vom 1. Oktober 1973 erstmals erstellt wurde und seither durch das Bayerische Landesamt für Denkmalpflege geführt wird. Die folgenden Angaben ersetzen nicht die rechtsverbindliche Auskunft der Denkmalschutzbehörde.

## Baudenkmäler nach Ortsteilen

### Lohkirchen
| Lage                                    | Objekt              | Beschreibung | Akten-Nr.             | Bild              |
| --------------------------------------- | ------------------- | --- | --------------------- | ----------------- |
| Hauptstraße 4; Hauptstraße 6 (Standort) | Ehemaliger Pfarrhof | Dreiseitige Anlage; ehemaliges Pfarrhaus, zweigeschossiger stattlicher Walmdachbau, 1783; östlich ehemaliges Wirtschaftsgebäude, zweigeschossiger Halbwalmdachbau, wohl zeitgleich; westlich ehemaliges Wirtschaftsgebäude, zweigeschossiger Halbwalmdachbau mit Zwerchgiebel, wohl zeitgleich; Einfriedung mit gemauerten Pfeilern, wohl zeitgleich. | D-1-83-125-2          | BW                |
| Hauptstraße 8 (Standort)                | Mariä Himmelfahrt   | Katholische Pfarrkirche, stattliche Saalkirche mit eingezogenem Chor und Westturm, frühes 15. Jahrhundert, neugotischer Ausbau 1867/68; mit Ausstattung. | D-1-83-125-1 Wikidata | Mariä Himmelfahrt |

### Brodfurth
| Lage                    | Objekt                  | Beschreibung                                                                                                | Akten-Nr.    | Bild |
| ----------------------- | ----------------------- | --- | ------------ | ---- |
| Brodfurth 8 (Standort)  | Kleinbauernhaus         | Ehemaliges Kleinbauernhaus mit Blockbau-Obergeschoss, erste Hälfte 19. Jahrhundert, Ökonomietrakt erneuert. | D-1-83-125-5 | BW   |
| Brodfurth 19 (Standort) | Hütte des Dreiseithofes | Zweigeschossig, mit Blockbau-Getreidekasten und Bundwerkteil, erste Hälfte 19. Jahrhundert.                 | D-1-83-125-7 | BW   |

### Deinbach
| Lage                     | Objekt  | Beschreibung | Akten-Nr.     | Bild |
| ------------------------ | ------- | --- | ------------- | ---- |
| Deinbach 1 (Standort)    | Stadel  | Ehemaliger Stallstadel, Ostflügel des Vierseithofes, zweigeschossig mit Blockbau-Kniestock, um 1850; südlich ehemaliger Stallstadel, zweigeschossiger Satteldachbau mit Zierputz und Resten von Farbfassungen, zwei Inschrifttafeln, bezeichnet mit dem Jahr 1846. | D-1-83-125-9  | BW   |
| Flur Deinbach (Standort) | Kapelle | Feldkapelle, mit gestuftem Giebel, 19. Jahrhundert. | D-1-83-125-10 | BW   |

### Dirnberg
| Lage                     | Objekt  | Beschreibung                                            | Akten-Nr.     | Bild |
| ------------------------ | ------- | ------------------------------------------------------- | ------------- | ---- |
| Flur Dirnberg (Standort) | Kapelle | Feldkapelle, neugotisch, zweite Hälfte 19. Jahrhundert. | D-1-83-125-11 | BW   |

### Eberharting
| Lage                        | Objekt       | Beschreibung | Akten-Nr.     | Bild |
| --------------------------- | ------------ | --- | ------------- | ---- |
| Eberharting 2 (Standort)    | St. Nikolaus | Katholische Filialkirche mit Dachreiter, Reste des romanischen Vorgängerbaues im Neubau von 1956; mit Ausstattung. | D-1-83-125-12 | BW   |
| Flur Eberharting (Standort) | Bildstock    | Kapellenbildstock, 18./19. Jahrhundert; südlich am Waldrand.                                                       | D-1-83-125-13 | BW   |

### Habersam
| Lage                   | Objekt                                     | Beschreibung | Akten-Nr.     | Bild |
| ---------------------- | ------------------------------------------ | --- | ------------- | ---- |
| Habersam 10 (Standort) | Ehemaliges Wohnstallhaus des Dreiseithofes | Zweigeschossiger Satteldachbau, Obergeschoss hofseitig Blockbau, mit Traufschrot und Blockbaugiebel, um Mitte 19. Jahrhundert; südlich stattlicher Riegelbundwerkstadel, drittes Viertel 19. Jahrhundert. | D-1-83-125-14 | BW   |

### Lech
| Lage                 | Objekt        | Beschreibung                                                 | Akten-Nr.     | Bild |
| -------------------- | ------------- | ------------------------------------------------------------ | ------------- | ---- |
| Flur Lech (Standort) | Marienkapelle | Kleiner Satteldachbau mit Dachreiter, 1870; mit Ausstattung. | D-1-83-125-17 | BW   |

### Lukasöd
| Lage                        | Objekt     | Beschreibung                                                                        | Akten-Nr.     | Bild |
| --------------------------- | ---------- | ----------------------------------------------------------------------------------- | ------------- | ---- |
| Brodfurther Feld (Standort) | Wegkapelle | Kleiner Satteldachbau, bezeichnet mit dem Jahr 1918; an der Straße nach Lohkirchen. | D-1-83-125-18 | BW   |

### Wimpasing
| Lage                   | Objekt                     | Beschreibung | Akten-Nr.     | Bild |
| ---------------------- | -------------------------- | --- | ------------- | ---- |
| Wimpasing 2 (Standort) | Stockhaus mit Firstdrehung | Zweigeschossig, mit Traufschrot und Gitterbundwerk-Giebel, Reste von Malereien am Giebel, erstes Viertel 19. Jahrhundert, Tür bezeichnet mit dem Jahr 1819. | D-1-83-125-21 | BW   |

### Wotting
| Lage                  | Objekt | Beschreibung                                                               | Akten-Nr.     | Bild |
| --------------------- | ------ | -------------------------------------------------------------------------- | ------------- | ---- |
| Wotting 11 (Standort) | Stadel | Stallstadel mit Riegelbundwerk, Stallteil gemauert, Mitte 19. Jahrhundert. | D-1-83-125-22 | BW   |

## Ehemalige Baudenkmäler
In diesem Abschnitt sind Objekte aufgeführt, die früher einmal in der Denkmalliste eingetragen waren, jetzt aber nicht mehr. Objekte, die in anderem Zusammenhang also z. B. als Teil eines Baudenkmals weiter eingetragen sind, sollen hier nicht aufgeführt werden. Aktennummern in diesem Abschnitt sind ehemalige, jetzt nicht mehr gültige Aktennummern.

| Lage                               | Objekt | Beschreibung                                                                  | Akten-Nr.     | Bild |
| ---------------------------------- | ------ | ----------------------------------------------------------------------------- | ------------- | ---- |
| Hinkerding Hinkerding 2 (Standort) | Stadel | Bundwerkstadel, mit gemauerten Giebelseiten, drittes Viertel 19. Jahrhundert. | D-1-83-125-15 | BW   |